# ロレンソ・フアーロス・ガルシア
ロレン（Loren）ことロレンソ・フアーロス・ガルシア（Lorenzo Juarros García、1966年10月7日 - ）は、スペイン・マンブリリャス・デ・ララ出身の元サッカー選手。ポジションはディフェンダーまたはフォワード。
約20年に及ぶ選手キャリアにおいて、その大半を過ごしたレアル・ソシエダでは公式戦通算411試合に出場し、41ゴールを挙げた。
また、レアル・ソシエダのライバルクラブであるアスレティック・ビルバオにも在籍した。